# Chu Hi Thải
Chu Hi Thải (tiếng Trung: 朱希彩, bính âm: Zhūxīcǎi, ? - 772), tước Cao Mật vương (高密王), là Tiết độ sứ Lư Long dưới triều nhà Đường trong lịch sử Trung Quốc.
Sử sách không cho biết rõ ràng về thân thế của Chu Hi Thải, tên cha mẹ ông và thời điểm ông chào đời. Ông từng phục vụ Lý Hoài Tiên, tướng dưới quyền vua Đại Yên là Sử Tư Minh. Vào năm 761, Sử Tư Minh bị con là Sử Triều Nghĩa sát hạt để đoạt ngôi. Sử Triều Nghĩa lên nắm quyền nhưng tỏ ra bất lực trong cuộc chiến chống lại nhà Đường. Khi nhà Đường tổ chức tấn công vào sào huyệt của Yên, Triều Nghĩa bại trận liên tục, các tướng dưới quyền lần lượt trở mặt, về hàng nhà Đường, trong đó có Lý Hoài Tiên (763). Sang năm 764, Lý Hoài Tiên đem quân truy kích Sử Triều Nghĩa khiến người này phải tự sát và Đại Yên diệt vong. Hoài Tiên được nhà Đường phong làm Tiết độ sứ Lư Long. Chu Hi Thải trở thành tướng dưới quyền Lý Hoài Tiên.
Năm 768, Chu Hi Thải liên kết với hai anh em Chu Thử, Chu Thao nổi loạn, giết chết Lý Hoài Tiên cùng gia thuộc của ông ta. Ông tự lĩnh quân vụ ở Lư Long. Được tin đó, Tiết độ sứ Thành Đức Lý Bảo Thần, vốn có quan hệ thân thiết với Lý Hoài Tiên, đem quân tấn công Lư Long, lấy cớ hỏi tội Chu Hi Thải phản chủ. Ông đem quân chống cự và đánh bại được Lý Bảo Thần. Triều đình nhà Đường bất lực, đành phải phong cho ông là Lư Long lưu hậu và cử tướng Vương Tấn làm Tiết độ sứ mới, thực chất là để trấn áp ông. Chu Hi Thải bề ngoài tôn trọng Vương Tấn, nhưng bên trong tìm cách uy hiếp tinh thần và không cho Vương Tấn nắm được thực quyền. Cuối cùng Vương Tấn lượng sức không chống lại được, bèn quyết định trở về kinh. Cuối năm này, Đường Đại Tông buộc phải hạ lệnh phong cho ông làm Lư Long tiết độ sứ.
Từ khi nhận chức tiết độ sứ, Chu Hi Thải tỏ ra kiêu ngạo và độc ác, đối xử tàn tệ với các tướng lĩnh và binh sĩ dưới quyền, đồng thời tìm cách dần li khai với nhà Đường. Tháng 8 năm 772, do bất bình trước những hành động của ông, bộ tướng Lý Hoài Viện nổi dậy và giết chết ông. Chu Thử đem quân dẹp loạn rồi tự xưng là lưu hậu ở Lư Long. Tháng 11 năm đó, có chiếu phong Chu Thử là Tiết độ sứ U châu và Lư Long.